# Marilyn Lima
Marilyn Lima (Bordeaux, 28 settembre 1995) è un'attrice francese.

## Filmografia parziale

### Cinema
- Bang Gang (une histoire d'amour moderne), regia di Eva Husson (2015)
- Una sirena a Parigi (Une sirène à Paris), regia di Mathias Malzieu (2020)
- La sentinella (Sentinelle), regia di Julien Leclercq (2021)

### Televisione
- Tra due madri (Entre deux mères) - film TV (2016)
- Des jours meilleurs - miniserie TV, 11 episodi (2017)
- ConneXion intime - film TV (2019)
- Skam France - serie TV, 37 episodi (2018-2020)
- Un'altra verità (J'ai menti) - miniserie TV, 6 episodi (2021)
- Le meilleur d'entre nous - miniserie TV, 4 episodi (2022)
- Avenir - miniserie TV, 6 episodi (2023)
- Bugarach - serie TV, 8 episodi (2024)